# Urbach, Neuwied
Urbach là một đô thị thuộc huyện Neuwied, trong bang Rheinland-Pfalz, phía tây nước Đức. Đô thị Urbach, Neuwied có diện tích 11,26 km², dân số thời điểm ngày 31 tháng 12 năm 2006 là 1527 người.